# Heterorachis perviridis
Heterorachis perviridis là một loài bướm đêm trong họ Geometridae.